# Ecpetala meruana
Ecpetala meruana är en fjärilsart som beskrevs av Aurivillius 1910. Ecpetala meruana ingår i släktet Ecpetala och familjen mätare. Inga underarter finns listade i Catalogue of Life.